# Bajan (település)

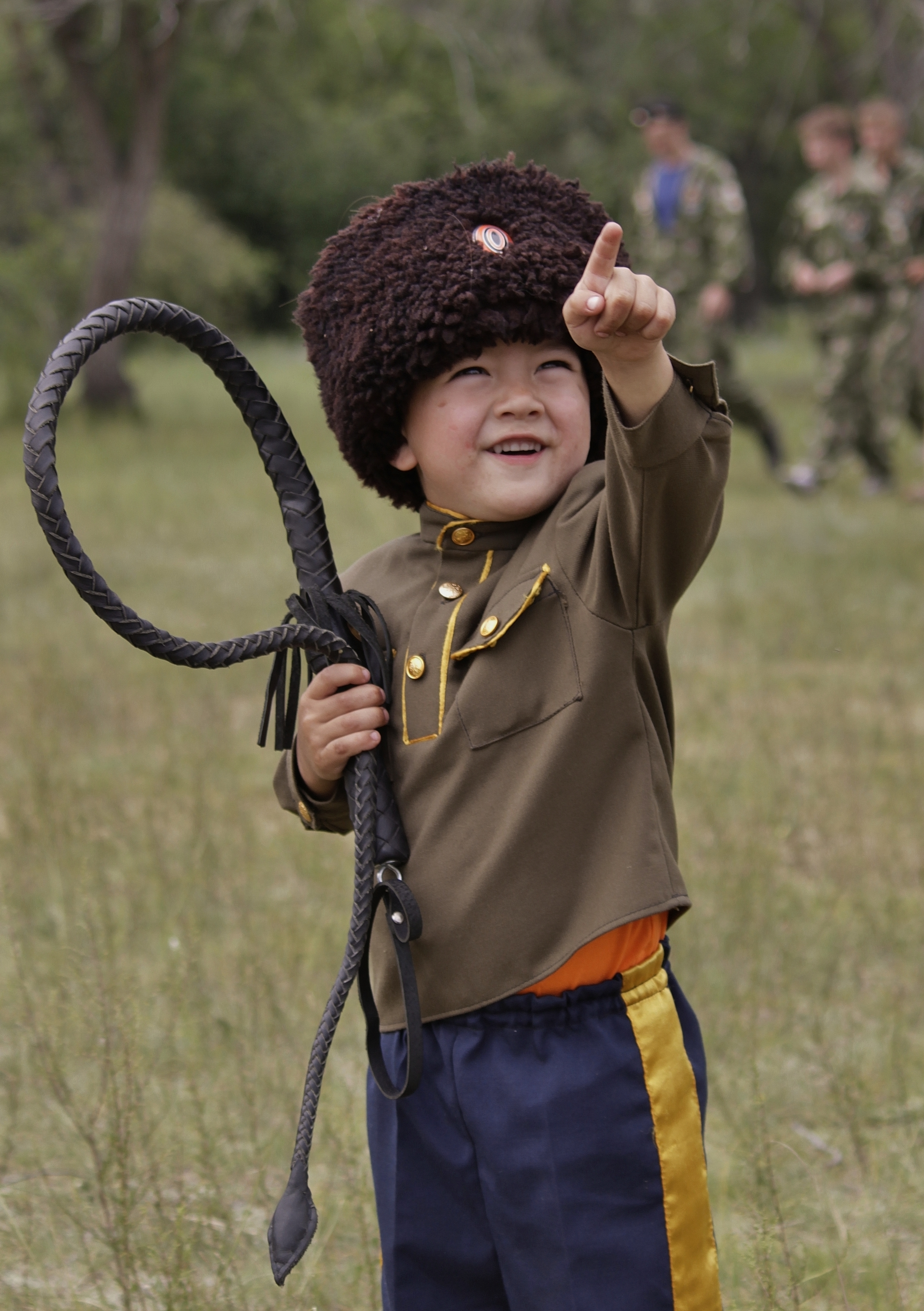
Egy négyéves bajkál kozák Bajan faluban

Bajan (oroszul: Баян)  falu Dzsidai járásban, Burjátföldön, Oroszországban. A Dzsida (a Szelenga mellékfolyója) partján fekszik. Népessége 2002-ben 33 fő, 2010-ben 40 fő volt.
A lakosság fő megélhetése a kiegészítő szolgáltatások (harmadlagos szektor).

## Fordítás
- Ez a szócikk részben vagy egészben  a(z)   Баян (Бурятия) című orosz Wikipédia-szócikk fordításán alapul.  Az eredeti cikk szerkesztőit annak laptörténete sorolja fel. Ez a jelzés csupán a megfogalmazás eredetét és a szerzői jogokat jelzi, nem szolgál a cikkben szereplő információk forrásmegjelöléseként.